# Johann Conrad Wilhelm Petiscus
Johann Conrad Wilhelm Petiscus (* 28. Dezember 1763 in Berlin; † 29. August 1825 in Neisse) war ein reformierter Geistlicher, Musikschriftsteller, Musiker und Schriftsteller.

## Herkunft
Seine Eltern waren der Goldsticker Conrad Pestiscus (* 7. März 1733; † 21. September 1804) und dessen Ehefrau Johanna Elisabeth Krüger (* 1745; † 18. Februar 1799). Sein Bruder
August Heinrich (1780–1846) war auch Prediger und Schriftsteller.

## Leben
Petiscus war ein reformierter Prediger und kam 1790 nach Brandenburg an der Havel, von dort 1800 in die Reformierte Gemeinde in Leipzig. Im Jahr 1808 schrieb er in der Leipziger allgemeinen musikalischen Zeitung den Aufsatz Abhandlung über die Violine, der in seiner Zeit große Aufmerksamkeit erregte. Schon zuvor hatte er mit dem Aufsatz Ueber die Vermischung verschiedener Gattungen in der Musik auf sich aufmerksam gemacht. In Leipzig musste er wegen schwerer Erkrankung 1815 sein Amt niederlegen und war von 1816 bis 1822 Prediger in Breslau.
Er arbeitete die Violinschule des Leopold Mozart um und übersetzte die französische Violinschule von Rode und Baillot ins Deutsche.

## Familie
Petiscus heiratete am 17. August 1794 Johanna Frederika Wilhelmina Wagner (* 20. September 1773; † 23. Januar 1821 in Breslau), eine Tochter des Kaufmanns Friedrich Wagner. Das Paar hatte mehrere Kinder:
- Franz Albert (* 27. Mai 1795; † 18. März 1874), Geheimer Justizrat
 ⚭ 1822 Charlotte Henriette Pauline Volcke (* 18. August 1802; † 21. Juli 1832)
 ⚭ 1835 Agnes Amalie Fischer (* 5. April 1800; † 18. August 1836)
- Imanuel Leopold (1797–1806)
- Ernestine Louise (* 8. Juli 1799; † 19. Februar 1872) ⚭ August Wilhelm Förster (1790–1826)
- Anton Moritz (1800–1802)

### Werke (Auswahl)
- 1803, Der Sonnabend: eine Nahrung für die Einbildungskraft und das Herz der Jugend
- 1806, Die Fürstenbraut, 2 Bände
- 1825, Predigten
- 1825, Erzählungen, Band 1, Band 2